# Nagao Masakage
Nagao Masakage (長尾 政景?; 1526 – 11 agosto 1564) fu un samurai del clan Nagao durante il periodo Sengoku.
Masakage era il cognato del famoso Uesugi Kenshin, il "Drago di Echigo". Masakage fu inoltre il padre di Uesugi Kagekatsu.
Anche se era il cognato di Kenshin, supportò Nagao Harukage nella guerra civile contro Kenshin. Quando Harukage venne sconfitto, Masakage divenne un servitore di Kenshin, il quale probabilmente ordinò il suo assassinio da parte di Usami Sadayuki.